# Guacamai frontvermell
El guacamai frontvermell (Ara rubrogenys) és una espècie d'ocell de la família dels psitàcids que habita boscos i matolls de les valls andines, a Bolívia central.